# Фанченган
Фанченган (кит. спр. 防城港市, піньїнь: Fángchénggăng Shì) — місто-округ в китайській автономії Гуансі-Чжуан. 

## Географія
Фанченган розташовується на півдні провінції на узбережжі Південнокитайського моря; лежить на висоті близько 2 метрів над рівнем моря.

### Клімат
Місто знаходиться у зоні, котра характеризується вологим субтропічним кліматом. Найтепліший місяць — липень із середньою температурою 28,6 °C. Найхолодніший місяць — січень, із середньою температурою 14,3 °С.
| Клімат Фанченгана       | Клімат Фанченгана | Клімат Фанченгана | Клімат Фанченгана | Клімат Фанченгана | Клімат Фанченгана | Клімат Фанченгана | Клімат Фанченгана | Клімат Фанченгана | Клімат Фанченгана | Клімат Фанченгана | Клімат Фанченгана | Клімат Фанченгана | Клімат Фанченгана |
| Показник                | Січ.              | Лют.              | Бер.              | Квіт.             | Трав.             | Черв.             | Лип.              | Серп.             | Вер.              | Жовт.             | Лист.             | Груд.             | Рік               |
| Середній максимум, °C   | 17,5              | 18,7              | 21,1              | 25,7              | 29,2              | 30,5              | 31,1              | 31,3              | 30,8              | 28,7              | 24,7              | 20,4              | 25,8              |
| Середня температура, °C | 14,3              | 15,7              | 18,2              | 22,8              | 26,3              | 28,1              | 28,6              | 28,3              | 27,4              | 25                | 20,9              | 16,8              | 22,7              |
| Середній мінімум, °C    | 12                | 13,6              | 16,1              | 20,9              | 24,1              | 25,9              | 26,3              | 25,8              | 24,8              | 22,4              | 18,1              | 14,2              | 20,4              |
| Вологість повітря, %    | 74                | 81                | 84                | 85                | 83                | 86                | 84                | 83                | 78                | 71                | 67                | 67                | 78.6              |
| ----------------------- | ----------------- | ----------------- | ----------------- | ----------------- | ----------------- | ----------------- | ----------------- | ----------------- | ----------------- | ----------------- | ----------------- | ----------------- | ----------------- |
| Джерело: data.cma.cn    |                   |                   |                   |                   |                   |                   |                   |                   |                   |                   |                   |                   |                   |